# Olula del Río
Olula del Río község Spanyolországban, Almería tartományban. Lakosainak száma 6429 fő (2024).

## Földrajza
Olula del Río Purchena, Urrácal, Oria, Fines és Macael községekkel határos.

## Népesség
A település lakosságának változását az alábbi diagram mutatja:
| Lakosok száma | 6049 | 6272 | 6405 | 6699 | 6580 | 6387 | 6216 | 6210 | 6258 | 6429 |
|               | 2001 | 2004 | 2006 | 2009 | 2011 | 2014 | 2016 | 2019 | 2021 | 2024 |